# Advanced Host Controller Interface
Advanced Host Controller Interface (AHCI), ou Interface Controladora de Host Avançada, é um padrão técnico definido pela Intel que especifica a operação dos adaptadores de barramento de hospedeiro Serial ATA (SATA) de uma maneira não específica de implementação.
A especificação descreve uma estrutura de memória de sistema para fornecedores de hardware de computador para troca de dados entre memória de sistema do hospedeiro e dispositivos de armazenamento anexados. O AHCI fornece aos desenvolvedores de software e projetistas de hardware um método padrão para detectar, configurar e programar adaptadores SATA/AHCI. O AHCI é separado do padrão SATA 3 Gbit/s, apesar de que ele expõe capacidades avançadas do SATA (como hot swapping e enfileiramento de comandos nativo) de forma que os sistemas hospedeiros possam utilizá-los.
Desde março de 2014 a versão atual da especificação é a 1.3.1.

## Modos de operação
Muitos controladores SATA oferecem modos de operação selecionáveis: emulação Parallel ATA legado, o modo padrão AHCI (também conhecido como modo nativo) ou RAID específico do fornecedor (que geralmente permite AHCI, a fim de tirar proveito de suas capacidades). A Intel recomenda escolher o modo RAID em suas placas-mãe (que também permite AHCI) em vez do modo AHCI/SATA para máxima flexibilidade. O modo legado é um mecanismo de software de compatibilidade com versões anteriores destinado a permitir que o controlador SATA para seja executado em sistemas operacionais legados que não suportam SATA ou onde um driver não exista para permitir que o sistema operacional suporte o SATA.
Quando um controlador SATA está configurado para operar em modo legado, o número de dispositivos de armazenamento por controlador é geralmente limitado a quatro (dois canais IDE, primário e secundário, com até dois dispositivos por canal), em comparação com o máximo de 32 dispositivos/portas quando configurado em modo AHCI.